# Richmond (comté)
Pour les articles homonymes, voir Richmond.
Le comté de Richmond ou Richmondshire est un ancien district non métropolitain du Yorkshire du Nord, en Angleterre, au Royaume-Uni, dont le siège était Richmond. Il a existé de 1974 à 2023.

## Géographie
Le district s'étendait sur 1 319 km2 au nord-ouest du Yorkshire du Nord.

## Histoire
D'après le Domesday Book, à la fin du XIe siècle, le premier titulaire du comté est Alain le Roux, fils cadet d'Eudes de Penthièvre : Guillaume le Conquérant lui accorde  l' « honneur de Richmond », en récompense de sa participation à la conquête de l'Angleterre. Ce fut alors le troisième plus riche baron laïc d'Angleterre. Alain le Roux installa ses quartiers à Richmond et y construisit un château. Ses possessions s'étendaient bien au-delà des limites du comté actuel. Après la mort d'Alain, son frère Étienne Ier de Penthièvre en hérita.

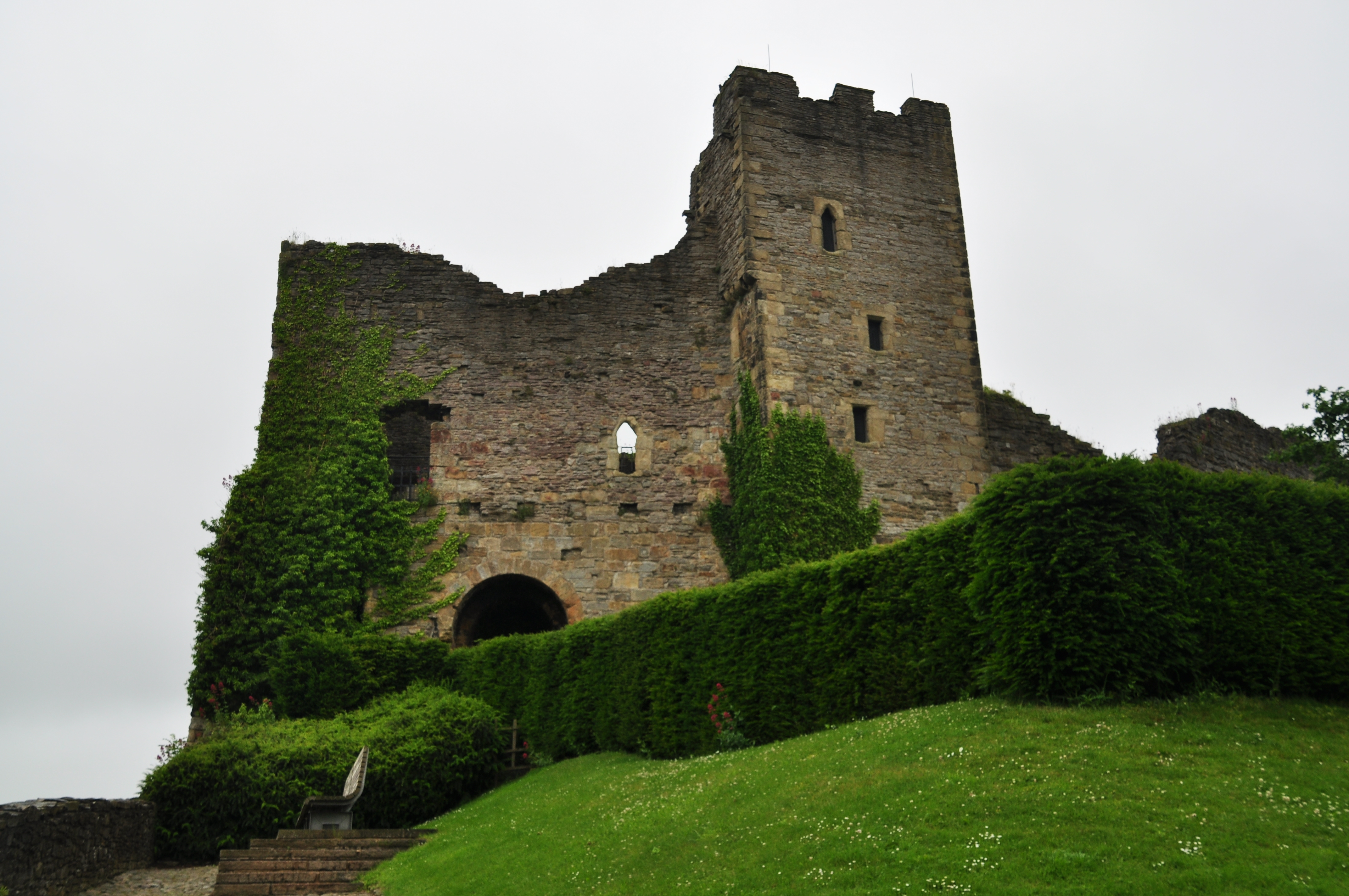
Le donjon de Richmond, construit par le duc de Bretagne Conan IV.

Ensuite, le comté de Richmond a longtemps été une possession des ducs de Bretagne. En effet, les Penthièvre devenus ducs de Bretagne au milieu du XIIe siècle, le titre de comte de Richmond resta en possession des souverains bretons jusqu'en 1399. Cependant de 1342 à 1372, le titre passera provisoirement entre les mains de Jean de Gand, fils d'Édouard III. Puis en 1414, il tombe définitivement dans la famille royale d'Angleterre par l'intermédiaire de Jean de Lancastre, troisième fils d'Henri IV.
Le district moderne est créé le 1er avril 1974 en vertu du Local Government Act 1972 par la fusion du borough municipal de Richmond avec les districts ruraux d'Aysgarth, Leyburn, Reeth et Richmond, ainsi qu'une partie de celui de Croft, tous faisant partie du North Riding of Yorkshire. Il est a son tour dissous le 1er avril 2023 et intégré dans le nouveau district du Yorkshire du Nord.